# Bauhinia fryxellii
Bauhinia fryxellii es una especie fanerógama de la familia Fabaceae. Se trata de un arbusto de hasta 1 m de altura, las ramas y las hojas presentan pequeños pelillos cuando son jóvenes, pero los pierden con la edad. Las hojas tienen consistencia de pergamino, están divididas en dos lóbulos, cada uno con forma elíptico-lanceolada, de hasta 11 cm de longitud y 2.8 cm de ancho, el envés de las hojas es más pálido que el haz. Las flores son pequeñas y se encuentran formando inflorescencias, cada flor mide hasta 6 mm de longitud, son de color verdoso claro. El fruto es más largo que ancho, mide de 6 a 7 cm longitud, es de color marrón oscuro, las semillas miden de 7 a 8 mm longitud y de 4 a 6 mm ancho, son de color marrón-rojizo.

## Clasificación y descripción
Arbusto de 1 m de altura, ramas puberulentas-estrigosas cuando jóvenes, después glabras. Hojas cartáceas, bilobadas, lóbulos elíptico-lanceolados, divergentes, hasta 11 cm de longitud y 2.8 cm de ancho, superficie verde brillante, glabra, envés pálido, un poco estrigoso. Inflorescencias cortas, racemosas, hipanto de forma tubular-campanulado, de cerca de 6 mm de longitud, cáliz verde; pétalos 2, sólo 1 bien desarrollado, lineal, verdoso-blanco, hasta 1 cm de largo, gineceo de hasta 1.8 cm longitud; estilo de 5 mm longitud, un poco piloso, estigma capitado. Fruto linear-oblongo, de 6–7 cm longitud, de color marrón oscuro, un poco estrigoso, semillas subcuadrangulares, 7-8 mm longitud, 4-6 mm ancho, de color marrón-rojizo.

## Distribución
Esta especie es nativa de México, se localiza en el estado de San Luis Potosí.

## Hábitat
Se localiza en vegetación de selva mediana, en la región conocida como huasteca potosina, a 110 m snm.

## Estado de conservación
Esta especie se encuentra listada en la NOM-059-SEMARNAT-2010 en la categoría Sujeta a Protección Especial (Pr). En la Unión Internacional para la Conservación de la Naturaleza (UICN) aparece bajo la categoría de No Evaluada (NE). Y al ser una especie amenazada en México, se halla regulada bajo el Código Penal Federal, la Ley General del Equilibrio Ecológico y Protección al Ambiente, y la Ley General de Vida Silvestre.